# Spantax
Spantax SA era una compagnia aerea charter spagnola con sede a Madrid che operò dal 1959 al 1988. Spantax fu una delle prime compagnie aeree spagnole ad operare voli charter turistici tra le città europee e quelle nordamericane con popolari destinazioni turistiche spagnole ed era considerata una presenza importante nello sviluppo del turismo di massa del XX secolo in Spagna. La sua popolarità e la sua immagine sbiadirono dagli anni '70 in poi, quando una serie di incidenti e inconvenienti rivelarono deficit di sicurezza che, combinati con l'aumento dei costi del carburante e l'aumento della concorrenza, portarono l'azienda ad affrontare gravi difficoltà finanziarie che portarono alla sua dissoluzione nel 1988.

## Storia

### Anni formativi

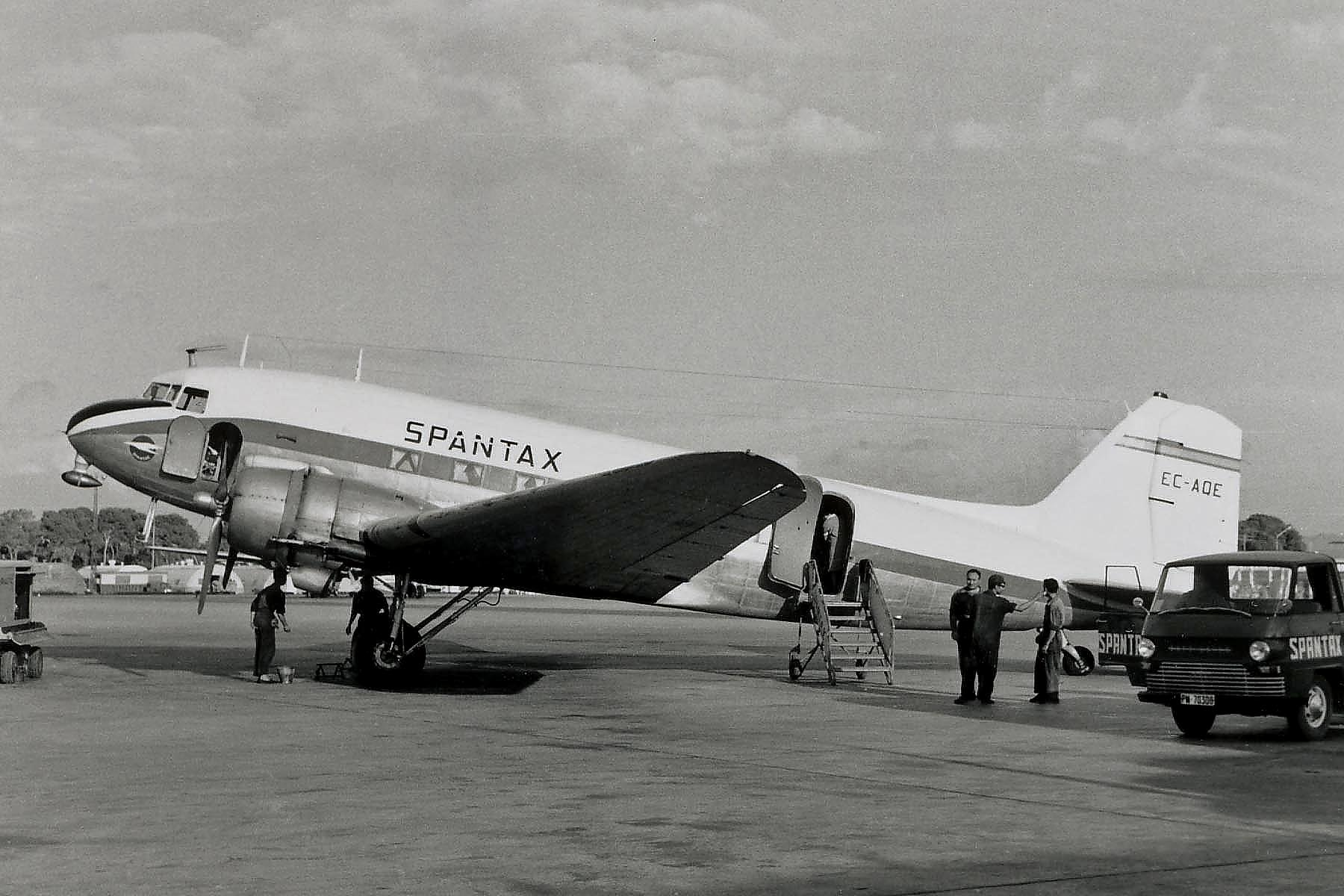
Il DC-3 della Spantax all'Aeroporto di Palma di Maiorca.

La Spanish Air Taxi Líneas Aéreas SA era stata fondata il 6 ottobre 1959 dall'ex pilota dell'Iberia Rodolfo Bay Wright e dall'ex assistente di volo (sempre dell'Iberia) Marta Estades Sáez. La compagnia aerea aveva sede presso l'Aeroporto di Gran Canaria nelle isole Canarie, e iniziò le operazioni trasportando geologi e tecnici alla ricerca di petrolio nel Sahara e l'Africa occidentale spagnola. Le destinazioni iniziali includevano El Farsia, Gaada, Itguy, Mardesiat, Tindouf, Dakhla, Lagouira e El Aaiún. Nel 1959 la flotta comprendeva tre Airspeed Consul, due Airspeed Oxford, un Auster e un solo Avro Anson. Nel 1960 venne aggiunto alla flotta un Douglas DC-3.

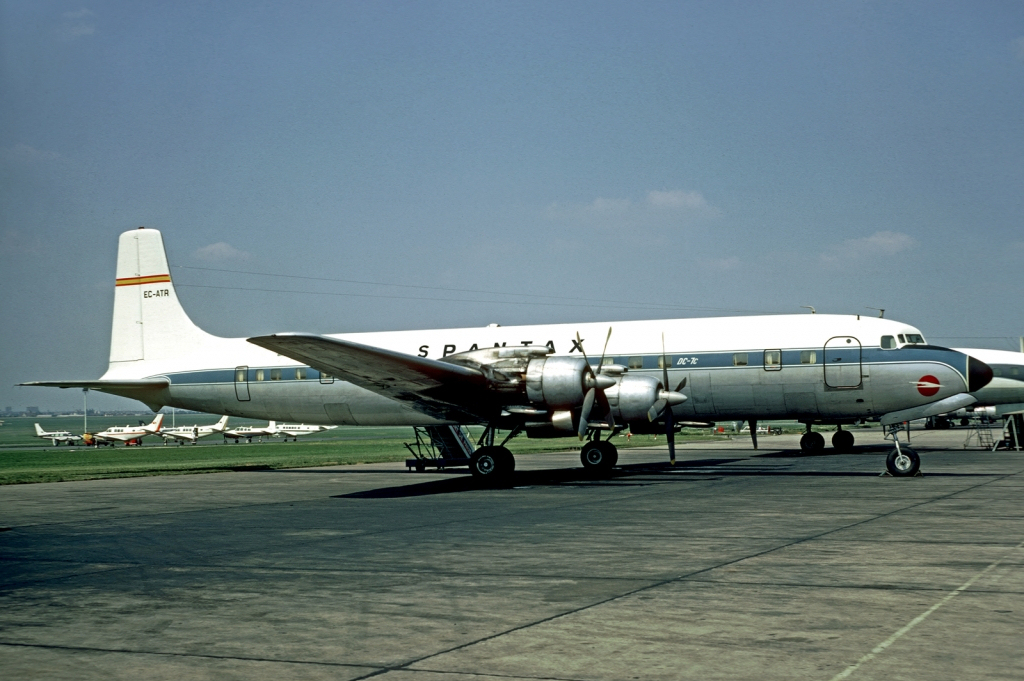
Un Douglas DC-7C della Spantax nel 1966.

Alla fine del 1960, la compagnia acquistò due DC-3 da Swissair e questi furono messi in servizio dal maggio 1961 operando voli turistici all'interno delle Isole Canarie, e furono affiancati da un Piper Apache per voli brevi. Alla flotta si unì nel 1962 un aereo executive Beechcraft Model 18 e un Bristol 170 noleggiato all'Iberia. Il Bristol fu restituito l'anno successivo e vennero acquistati quattro Douglas DC-4: il primo nel Congo Belga e gli altri tre da Aviaco. Un Douglas DC-7C a lungo raggio pressurizzato entrò in servizio con la compagnia aerea nell'aprile 1963 e Spantax alla fine avrebbe continuato a servirsi di otto degli aerei che servivano sulle rotte per il Regno Unito e altrove in Europa. Tra il giugno 1963 e il settembre 1967 la compagnia aerea acquistò anche altri quattro DC-4 e nel maggio 1965 ottenne due Douglas DC-6.
Tra il 1962 e il 1965 la compagnia aerea operò DC-3 e un de Havilland Canada DHC-2 Beaver sulle rotte per Air Mauritanie, e nel 1966 la compagnia aerea divenne la prima compagnia aerea spagnola ad usare il turboelica Fokker F27 Friendship, messo in servizio sulle rotte nelle Isole Canarie. Il 7 dicembre 1965, la compagnia aerea subì il suo primo incidente, quando un DC-3 su un volo charter da Los Rodeos-Tenerife a Gran Canaria si schiantò subito dopo il decollo, uccidendo 28 passeggeri e 4 membri dell'equipaggio.
Dopo aver ricevuto l'approvazione dalle autorità spagnole per operare voli charter passeggeri, la compagnia aerea spostò la sua sede da Gran Canaria a Palma di Maiorca. La base delle isole Baleari era stata scelta per il ruolo che Maiorca aveva assunto nello sviluppo del turismo in Spagna, permettendo alla compagnia aerea di guadagnare prestigio nel mercato europeo.

### L'era dei jet

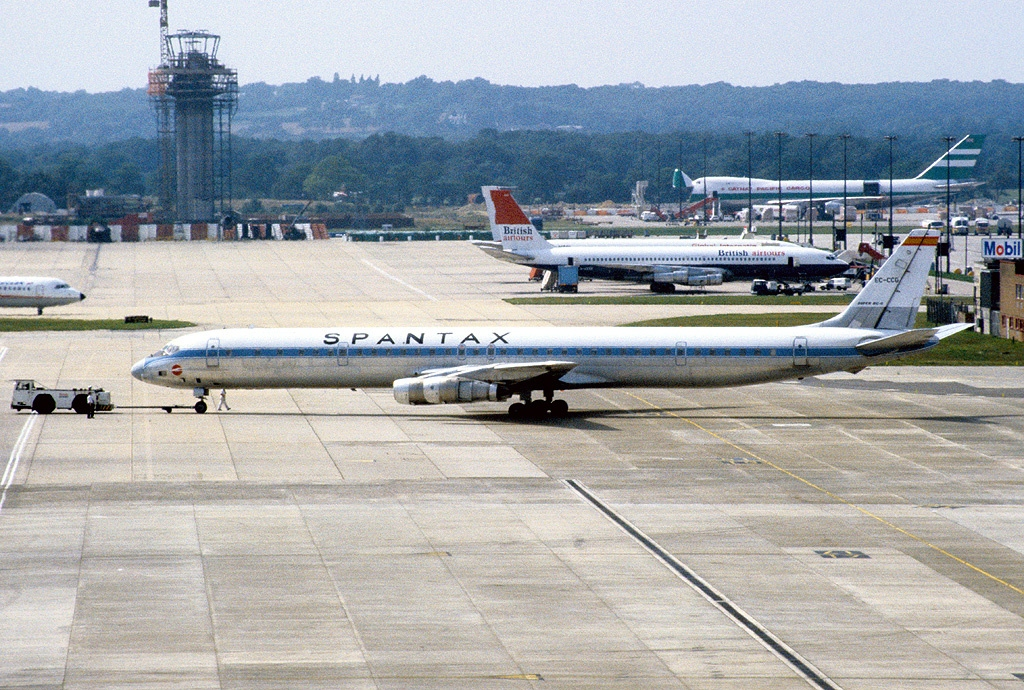
Un DC-8 di Spantax all'aeroporto di Londra-Gatwick nel 1982.

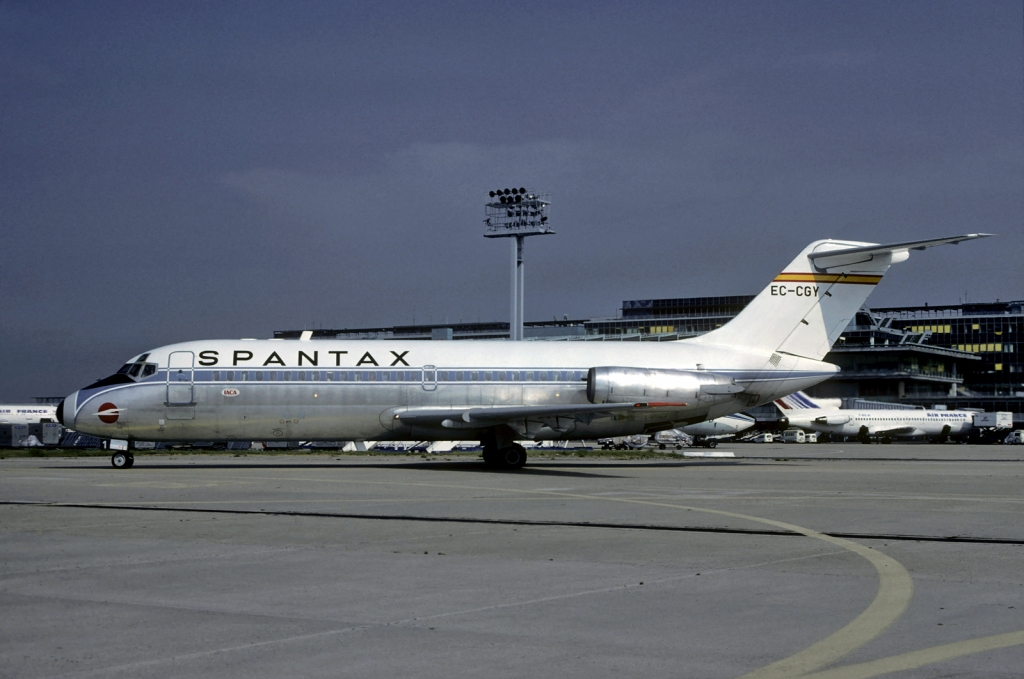
Un DC-9 di Spantax.

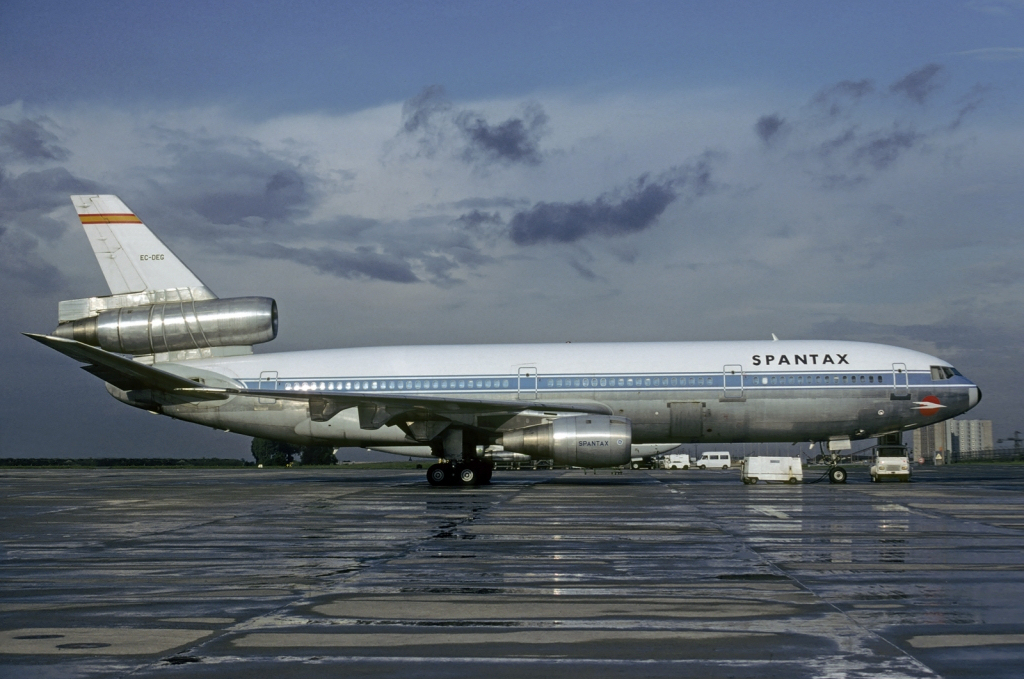
Un DC-10 di Spantax all'Aeroporto di Parigi-Charles de Gaulle a maggio 1981.

La compagnia aerea entrò nell'era dei jet quando a febbraio e maggio 1967 vengono acquistati due Convair 990 quadrireattore di seconda mano acquistati dall'American Airlines. Tra il 1968 e il 1972 si unirono alla flotta altri otto Convair 990, due dei quali furono affittati a Iberia Airlines tra il 1967 e il 1969, mentre la compagnia aerea subì dei ritardi nella consegna dei propri Douglas DC-8. La compagnia aerea acquistò altri quattro Convair dalla Swissair nell'aprile, maggio e giugno 1975, diventando così il più grande operatore mondiale di questo tipo di aereo. L'ultimo è stato ritirato a metà degli anni '80.
Richiedendo un aereo con portata intercontinentale, Spantax acquistò due Douglas DC-8-61CF allungati dalla Trans Caribbean Airways nel febbraio 1973 e avrebbe continuato ad usarne altri quattro dello stesso tipo. Due Douglas DC-9-14 furono acquistati dalla Southern Airways nell'aprile 1974 per soddisfare la domanda dei voli charter su rotte nazionali ed europee. Nell'ottobre 1978 la compagnia aerea mise in servizio il suo primo aeromobile a fusoliera larga, un McDonnell Douglas DC-10-30, e lo mise in servizio sulle rotte charter nella direzione degli Stati Uniti. Nel 1980 la compagnia aerea aveva 1.168 impiegati, trasportava 2.017.000 passeggeri e aveva un fatturato di 9.953 miliardi di pesetas.

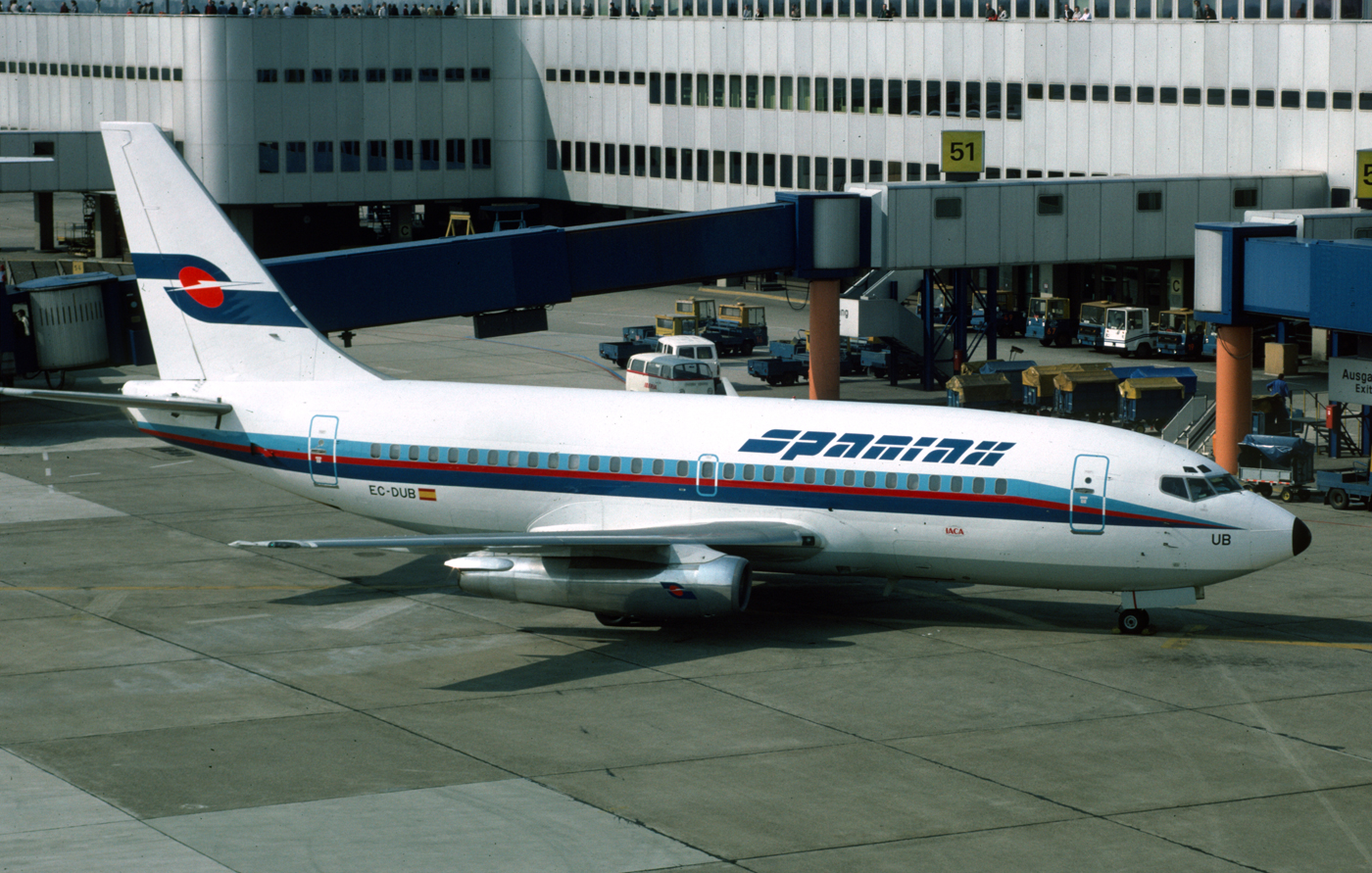
Boeing 737-200 della Spantax all'Aeroporto di Düsseldorf nel 1984. Con la chiusura della compagnia quattro anni dopo gli aerei di questo tipo non rimasero in servizio a lungo.

Nel 1983, Spantax era diventata la prima compagnia aerea spagnola a volare in Giappone attraverso la rotta polare, con uno scalo ad Anchorage, e nello stesso anno i Boeing 737-200 iniziarono a comparire nella flotta, in sostituzione dei DC-9. Le nuove rotte da Palma di Maiorca a Turku, Kuopio, Tampere e Vaasa in Finlandia furono percorse con i 737 nel 1984 e nell'agosto 1984 la compagnia aerea intraprese voli charter per il Venezuela con i DC-10 in congiunzione con Iberia e VIASA.

## La chiusura
Verso la metà degli anni '80 la concorrenza nel mercato delle compagnie aeree charter in Europa era intensa e, insieme all'aumento dei prezzi del carburante, la fortuna della compagnia aerea cominciò a calare. Avendo una flotta obsoleta, venne costretta a prendere in affitto dei 737 da Sabena, due Boeing 747 e un DC-10 da Malaysian Airline System.
Nel 1987, afflitta da problemi finanziari e scioperi sindacali, Spantax fu venduta all'Aviation Finance Group, con sede in Lussemburgo. I nuovi proprietari avevano impegnato un capitale di 3 miliardi di pesetas e un investimento di 4 miliardi. I debiti verso le autorità spagnole per un totale di 13 miliardi di pesetas vennero riorganizzati per il pagamento su un periodo di venticinque anni e un programma di rinnovo della flotta avrebbe visto la compagnia aerea operare quindici aeromobili entro il 1993. I tentativi di rinnovare e rifinanziare la compagnia aerea e la sua flotta con McDonnell Douglas MD-83 e i negoziati con China Airlines per l'acquisizione dei Boeing 767 non ebbero successo. Dopo che la Kuwait Investment Authority si ritirò da un'offerta pianificata di acquisto della compagnia aerea, Spantax cessò tutte le operazioni il 29 marzo 1988, lasciando circa 7.000 passeggeri bloccati in tutta Europa.

## Incidenti
- 7 dicembre 1965 - Il Douglas DC-3 EC-ARZ si schiantò durante il decollo dall'aeroporto di Los Rodeos su un volo per Las Palmas. Successivamente si stabilì che l'aereo era entrato in picchiata schiantandosi a pochi chilometri dall'aeroporto, uccidendo tutti i 32 occupanti, la maggior parte dei quali turisti scandinavi.[13][14]
- 31 maggio 1967 - Un Convair CV-990. che avrebbe dovuto atterrare all'aeroporto di Amburgo sbagliò pistà e atterrò invece all'aeroporto di Amburgo-Finkenwerder, l'aeroporto privato dell'impianto di produzione di aerei Hamburger Flugzeugbau. Nonostante la pista fosse lunga solo 1350 metri, troppo corta per il CV-990, i piloti riuscirono ad atterrare in sicurezza e tutti i passeggeri rimasero illesi. Tuttavia fu un evento imbarazzante per Spantax, soprattutto perché si trattava di un volo dimostrativo con a bordo giornalisti e rappresentanti delle compagnie di viaggio, e lo stesso CEO e co-fondatore di Spantax, Rodolfo Bay Wright, stava pilotando l'aereo.[15]
- 5 gennaio 1970 - Un altro CV-990 si schiantò durante il decollo durante un volo tecnico per Zurigo, in Svizzera, dall'aeroporto di Arlanda a Stoccolma, dopo aver avuto problemi con uno dei suoi motori. Cinque membri dell'equipaggio rimasero uccisi. C'erano dieci occupanti a bordo.[16]
- 30 settembre 1972 - Il Douglas C-47B EC-AQE si schiantò durante il decollo dall'aeroporto di Madrid-Barajas. L'aereo veniva utilizzato per compiti di addestramento e l'allievo pilota ruotò eccessivamente la barra di comando prima di andare in stallo. Morì una delle sei persone a bordo.[17]
- 3 dicembre 1972 - Il volo Spantax 275 si schianta all'aeroporto di Los Rodeos sull'isola di Tenerife durante il decollo su un volo per Monaco con visibilità quasi zero, a causa della fitta nebbia, uccidendo tutti i sette membri dell'equipaggio e i 148 passeggeri. L'aereo raggiunse un'altezza di 90 metri (300 piedi) per poi schiantarsi 325 metri (1.066 piedi) oltre la pista. Questo fu il peggior incidente nella storia della compagnia aerea spagnola fino a quel momento.[18]
- 5 marzo 1973 - Un Convair 990 della Spantax, durante un volo da Madrid a Londra, fu coinvolto in una collisione a mezz'aria con un McDonnell Douglas DC-9 dell'Iberia sopra Nantes. L'aereo della Spantax perse parte dell'ala sinistra, ma i suoi piloti riuscirono ad atterrare in sicurezza all'aeroporto di Nantes. Tuttavia il DC-9 dell'Iberia si schiantò uccidendo tutti i 68 passeggeri e l'equipaggio.[19][20]
- Il 20 febbraio 1976 scoppiò un'epidemia di tifo durante un volo da Helsinki, Finlandia, a Las Palmas, Gran Canaria. Un adulto e un bambino morirono e oltre duecento dei 253 passeggeri vennero ricoverati. Quattro membri dell'equipaggio di volo erano affetti da tifo, che si diffuse ai passeggeri tramite l'insalata di uova servita a bordo.
- 4 aprile 1978 - Durante l'atterraggio all'aeroporto di Colonia Bonn, i piloti di un Convair CV-990 dimenticarono di estrarre il carrello di atterraggio e l'aereo, con 146 persone a bordo, scivolò sulla pista, provocando l'incendio dell'ala destra. Solo due veicoli antincendio dei vigili del fuoco dell'aeroporto che si trovavano nelle immediate vicinanze probabilmente evitarono che ci fossero delle vittime in questo incidente, così tutti gli occupanti riuscirono a fuggire incolumi.[21]
- Nel 1982 un DC-10 della Spantax, il volo Spantax 995, si stava preparando per il decollo da Malaga a New York quando il pilota tentò di interrompere il decollo. Il loro aeroplano, completamente rifornito, superò la pista e colpì l'attrezzatura ILS. L'aereo si fermò a 450 m dopo la fine della pista e prese fuoco. La causa del decollo interrotto era una ruota dentata scoppiata. Morirono 50 persone e 110 feriti.[22]